# Джейн Доу (телесериал)
«Джейн Доу» (англ. Jane Doe) — американский детективный многосерийный фильм.

## Сюжет
Строительная компания «Новое начало» создавалась для предоставления рабочих мест исключительно бывшим мошенникам, и возглавляет её Рэй Джексон, сам в прошлом мошенник, потерявший счет своим судимостям. Он клянется, что завязал, но его арестовывают по обвинению в отмывании денег. Руководитель отдела Управления национальной безопасности Фрэнк Дарнелл и влиятельный юрист Фил Рафаэлсон пытаются совместно добиться его осуждения.
И тут возникает препятствие: жену Рафаэлсона, Кэролайн похищают с курорта, где она делала пластическую операцию. Выкуп? Освобождение Джексона… В обмен на что? На жизнь Кэролайн. Но хоть его сотрудники больше похожи на уличную банду, чем на кровельщиков, Джексон все же утверждает, что он абсолютно невиновен. И теперь Управлению национальной безопасности, чтобы раскрыть дело, нужен эксперт вроде Кэти Дэвис, кодовая кличка Джейн Доу.